# 华伦海特陨石坑
华伦海特陨石坑（Fahrenheit）是位于月球正面危海东南部的一座小撞击坑，约形成于32-11亿年前的爱拉托逊纪，其名称取自德国物理学家丹尼尔·加布里尔·华伦海特（1686年-1736年），1976年被国际天文学联合会正式接受。

## 描述

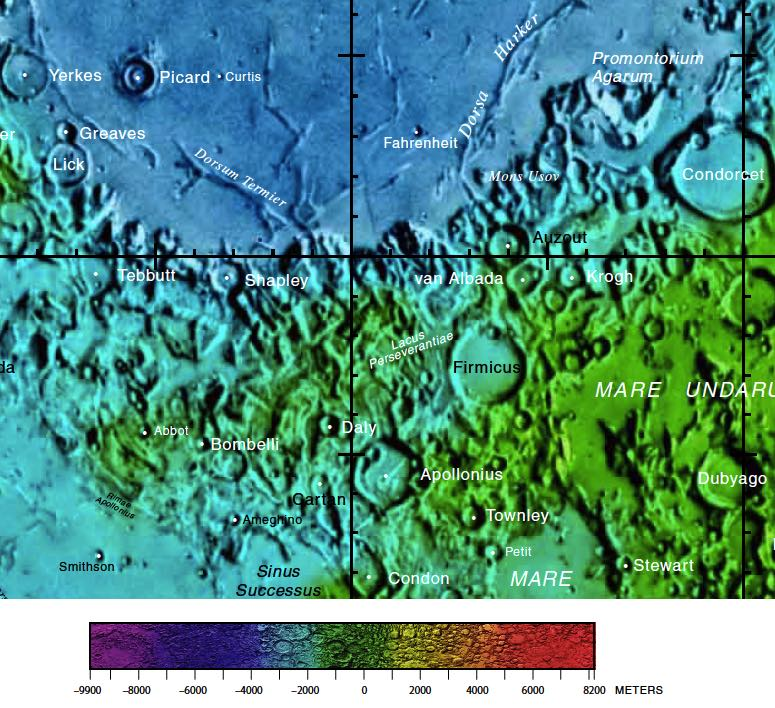
华伦海特陨石坑的周边，月球正面区域图。

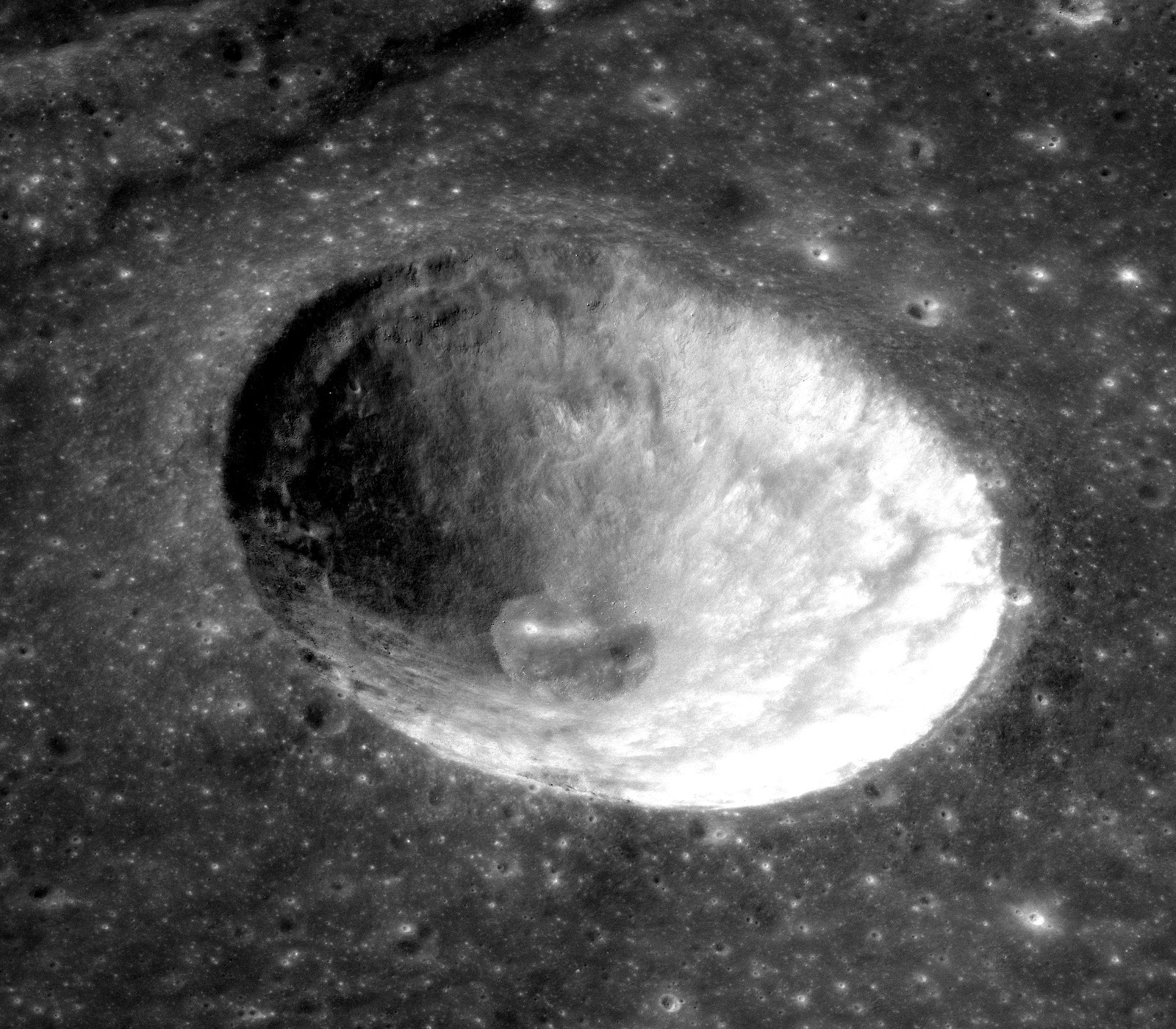
阿波罗17号拍摄的图像

该陨坑西北和东南分别毗邻更小的柯蒂斯陨石坑和列夫陨石坑，东侧和东面绵延着哈克山脊皱岭，在它的后面，往东北是坐落在月海边缘的阿格鲁姆岬，而东南则矗立着突兀的乌索夫山。该陨坑中心月面坐标为13°07′N 61°43′E / 13.12°N 61.71°E，直径6.65公里，深约1.123公里。
华伦海特陨石坑外观呈圆杯状，几乎未受到明显的撞击侵蚀，坑壁边沿完整清晰，平整的内壁面呈现出较高的反照率。坑壁最大高出周边地形250米，内部容积约11.76立方千米，形态特征隶属ALC 型（以该类陨石坑的典型代表—卫星坑阿尔巴塔尼环形山 C所命名）。
在1976年被国际天文学联合会正式命名前，该陨坑曾被称作卫星坑皮卡德 X（所谓的卫星坑标记法：以所靠近的主坑名+字母来命名）。
前苏联月球24号探测器曾降落在阿格鲁姆岬东南15公里处。

## 另请参阅
- Andersson, L. E.; Whitaker, E. A. . NASA RP-1097. 1982.
- Blue, Jennifer. . USGS. July 25, 2007  [2007-08-05]. （原始内容存档于2012-04-08）.
- Bussey, B.; Spudis, P. . New York: Cambridge University Press. 2004. ISBN 978-0-521-81528-4.
- Cocks, Elijah E.; Cocks, Josiah C. . Tudor Publishers. 1995. ISBN 978-0-936389-27-1.
- McDowell, Jonathan. . Jonathan's Space Report. July 15, 2007  [2007-10-24]. （原始内容存档于2012-05-26）.
- Menzel, D. H.; Minnaert, M.; Levin, B.; Dollfus, A.; Bell, B. . Space Science Reviews. 1971, 12 (2): 136–186. Bibcode:1971SSRv...12..136M. doi:10.1007/BF00171763.
- Moore, Patrick. . Sterling Publishing Co. 2001. ISBN 978-0-304-35469-6.
- Price, Fred W. . Cambridge University Press. 1988. ISBN 978-0-521-33500-3.
- Rükl, Antonín. . Kalmbach Books. 1990. ISBN 978-0-913135-17-4.
- Webb, Rev. T. W.  6th revised. Dover. 1962. ISBN 978-0-486-20917-3.
- Whitaker, Ewen A. . Cambridge University Press. 1999. ISBN 978-0-521-62248-6.
- Wlasuk, Peter T. . Springer. 2000. ISBN 978-1-85233-193-1.

## 外面链接
- [ http://www.lpi.usra.edu/resources/apollo/search/feature/?feature=Picard%20X（页面存档备份，存于） 阿波罗15、17号拍摄华伦海特陨石坑.]
- LAC-62 图中的华伦海特陨石坑.
- 华伦海特陨石坑周边月面图.
- LM-62 图中的华伦海特陨石坑.
- 华伦海特陨石坑周边地形图.（页面存档备份，存于）
- 维基月球环形山在线解说-华伦海特陨石坑.（页面存档备份，存于）
- Andersson, L.E., and E.A. Whitaker, 美国宇航局月球地名目录,美国宇航局参考出版物 1097, 1982年10月.（页面存档备份，存于）